# Кус-кус и барабулька
«Кус-кус и барабулька» (фр. La Graine et le mulet) — французский фильм-драма с элементами комедии 2007 года режиссёра Абделатифа Кешиша.

## Сюжет
Шестидесятилетнего Слимана Бейжи, некогда приехавшего во Францию из Туниса, увольняют с работы в доках. Герою нужны деньги, чтобы помогать бывшей жене, семьям своих взрослых детей и содержать любовницу, фактически вторую жену, и ее дочь.
Чтобы поправить свое финансовое положение, Бейжи решает воплотить в жизнь свою давнюю мечту — превратить ветхую лодку в семейный ресторан, который будет специализироваться на рыбном кускусе — фирменном блюде его бывшей жены. Ему помогает Рим, дочь второй жены. Рим занимается оформлением документов, сыновья Бейжи помогают с ремонтом. Слиман готовит торжественный обед в честь открытия, чтобы продемонстрировать бюрократам, от решения которых зависит судьба проекта, его жизнеспособность.
На открытии сын Слимана среди гостей замечает жену одного из чиновников, с которой у него была тайная связь, и под выдуманным предлогом уезжает на машине, не зная, что в ее багажнике остался заготовленный к обеду кускус. Слиман отправляется за бывшей женой, чтобы организовать новую партию кускуса, но по дороге у него крадут мотоцикл. Гости томятся в ожидании основного блюда и уже не сдерживают негодования.
Ситуацию спасает Рим. Она отвлекает гостей исполнением танца живота, а ее мать в это время готовит новый кускус.

## В ролях
| Актёр              | Роль         |
| ------------------ | ------------ |
| Хабиб Буфар        | Слиман Бейжи |
| Афсия Эрзи         | Рум          |
| Фарида Бенкеташ    | Карима       |
| Абдельхамид Актуш  | Хамид        |
| Бурауя Марзук      | Суад         |
| Алис Ури           | Джулия       |
| Лейла Д'Иссернио   | Лилия        |
| Абелькадер Желулли | Кадер        |
| Оливье Лусто       | Хосе         |
| Сабрина Уазани     | Ольфа        |

## Награды
- Приз ФИПРЕССИ Абделатифу Кешишу на Венецианском кинофестивале;
- Приз имени Марчелло Мастроянни актрисе Афсие Херзи на Венецианском кинофестивале;
- Специальный приз жюри Абделатифу Кешишу на Венецианском кинофестивале;
- Премия «Сезар» за лучший фильм, лучший оригинальный сценарий, лучшую режиссуру и подающей надежды актрисе (Афсия Херзи)